# ماريلا ريكر
كانت ماريلا ماركس (يونغ) ريكر (1840 –1920) ناشطة بمجال حقوق المرأة ومحسِنة ومحامية ومفكرة حرة. كانت ريكر أول محامية في ولاية نيو هامبشاير، ومهدت بذلك الطريق أمام النساء للقبول في نقابة المحامين في نيو هامبشاير، وكانت أيضًا أول امرأة تترشح لمنصب حاكم تلك الولاية، وأول امرأة تتقدم لشغل منصب سفير الخارجية الاتحادية. قدمت ريكر الكثير من الإسهامات طويلة الأمد في مجالي حقوق المرأة واللادينية من خلال كتاباتها وممارساتها. 

## أولى سنوات حياتها
ولدت ماريلا ماركس يونغ عام 1840 في بلدة نيودورهام بولاية نيو هامبشاير الأمريكية. كرست والدتها، سارة يونغ، حياتها للعمل مع مجموعة فري ويل بابيست، أما والدها، جوناثون يونغ، فقد كان مفكرًا حرًا. علم جوناثون ابنته التفكير النقدي الحر والفضولية، واصطحبها معه إلى اجتماعات البلدة وقاعات المحاكم. تلقت ماريلا تعليمها في أكاديمية كولبي في بلدة نيو لندن في ولاية نيوهامبشاير.
اعتاد والد ماريلا اصطحاب ابنته معه إلى مزرعة العائلة، أيام الأحد من فصل الصيف، لأداء أنشطة عملية تعليمية، في ممارسة يمكن اعتبارها رفضًا واضحًا لقيم وتعاليم كنيسة والدتها السبتية. كتبت ماريلا عن نفسها عندما كانت في سن العاشرة أنها حضرت عظة معمدانية «نارية» عن الجحيم، وأقسمت بعدها بأنها لن تؤمن بالله مرة أخرى، وقالت: «هل تعجب من أني، عندما كنت طفلة في العاشرة من عمرها، قلت لوالدي، الذي كان مفكرًا حرًا أو كافرًا أو ملحدًا أو يحمل أي صفة أخرى مشابهة: أنا أكره كنيسة أمي، ولن أدخلها مرة أخرى؟».
خلال الحرب الأهلية، عرضت ماريلا خدماتها التمريضة على جيش الاتحاد، لكنها قوبلت بالرفض لافتقارها إلى التدريب الطبي. ذكرت ماريلا في فترة لاحقة من حياتها أن أول حزن حقيقي تعرضت له كان نتاج فقدانها شقيقها الوحيد أثناء القتال. «في الواقع، لقد ساهم ذلك في اكتشافها لجزء جديد من شخصيتها أكثر من أي شيء آخر، لقد بدا العالم بالنسبة لها مختلفًا قليلًا منذ ذلك الحين». لم تتمكن ريكر من رعاية الجنود الجرحى، فكرست جزءًا كبيرًا من وقتها ومالها لإرسال الملابس وغيرها من السلع للمشاركين في الحرب. 

## حياة الرشد
في فترة الحرب، وبعد بلوغها سن السادسة عشر، أصبحت ريكر مدرّسة في المدارس المحلية في مدينتي لي ودوفر. رفضت ريكر القراءة من الكتاب المقدس خلال الدرس، وفضلت أن تقرأ من الأعمال الأدبية لرالف إمرسون. طلبت لجنة المدرسة من ريكر القراءة من الكتاب المقدس خلال الفصل بشكل مباشر، لم تتقبل ريكر فكرة إخفاء معتقداتها الشخصية، فرفضت طلب المدرسة وتركت مهنة التدريس. 
في عام 1863، تزوجت ماريلا يونغ جون ريكر الذي يكبرها 33 عامًا، وأصبحت أرملة بعد خمس سنوات من زواجها، وتمكنت من تحقيق الاستقلال المادي بعد اعتمادها على الميراث الذي تركه لها زوجها الراحل. للأسف، لم يوثق المؤرخون الكثير من المعلومات عن زوج ماريلا، جون ريكر، إلّا أنه من المرجح أنه كان مفكرًا حرًا وداعمًا لحقوق المرأة، إذ كتبت ريكر في فترة لاحقة من حياتها: «أعطني إذًا رجلًأ لا يتبع الديانة المسيحية، ولا يؤمن بأي ديانة أخرى، لأن الرجل الذي يحب زوجته وأولاده ويغمرهم بقوة ذراعه، ويعطيهم من فكره ودفء رأسه ولا يؤمن بالأديان –فالعالم مكان أفضل بلا أديان- يقوم بأقدس وأسمى الأشياء التي يمكن للإنسان أن يفعلها». 
في عام 1872، سافرت ريكر إلى ألمانيا وبقيت في أوروبا حتى عام 1876، وبقيت الأسباب الكامنة وراء اتخاذ ريكر لقرار القيام بهذه الرحلة غير معروفة، ويختلف كتاب السيرة الذاتية حول إنجازات ريكر خلال سفراتها في القارة العجوز، مما يرجح انخراطها في حركات الفكر الحر الأوروبية، أو أنها أرادت ببساطة تعلم ثقافات ولغات جديدة. جل ما أخبرتنا به ريكر عن رحلتها إلى أوروبا أنها «أصبحت بعدها على دراية واسعة بالأعمال الخارجية للكنيسة الرومانية الكاثوليكية». 